# Rebecca De Mornay
Rebecca Jane Pearch (Santa Rosa, California, 29 de agosto de 1959), conocida como Rebecca De Mornay, es una actriz de cine y televisión estadounidense. Es popularmente conocida por sus actuaciones en las películas de terror La mano que mece la cuna y Mother's Day.

## Biografía
Nació en Santa Rosa, en el estado de California, como Rebecca Pearch. A la edad de cinco años murió su padrastro, Richard De Mornay, de quien proviene su apellido. Su madre se trasladó entonces con ella y su medio hermano a Europa, donde creció principalmente en Inglaterra y en Austria. Obtuvo su graduación escolar en Austria.
Comenzó a estudiar interpretación en el Instituto Lee Strasberg, en Los Ángeles, y realizó un aprendizaje en los estudios de Francis Ford Coppola. Allí tuvo ocasión de debutar en cine, en una película del mismo Coppola: un papel pequeño en Corazonada (One from the Heart).
Poco después pasó al cine con la película de 1983 Risky Business, protagonizada por un joven y casi desconocido Tom Cruise, y que tuvo un gran éxito de taquilla. Su interpretación de una joven prostituta que acaba montando un negocio en la casa de Cruise, mientras los padres de este se encuentran de viaje, le valió críticas muy positivas.
En los años siguientes, intervino en películas con Jon Voight en Runaway Train, y con Kurt Russell en Backdraft. Con el director Roger Vadim rodó un remake de Y Dios creó a la mujer, filme que había lanzado a la fama a Brigitte Bardot. 
Su siguiente trabajo fue en el thriller La mano que mece la cuna, en la que interpreta a una vengativa niñera que se gana la confianza de la madre del bebé que cuida, para después actuar de forma imprevista. Con estas películas demostró sus dotes de interpretación en muy variados papeles, si bien el éxito de la última condicionó sus siguientes trabajos, encasillándola en papeles de "mala" o ambigua. Así, interpretó el turbio personaje de Milady en Los tres mosqueteros (1993) y un thriller erótico: Nunca hables con extraños, con Antonio Banderas. En 2012 participó en American Reunion, interpretando a Rachel, la madre de Finch.
Al mismo tiempo que intervenía en películas de cine, actuaba en películas y miniseries para la televisión, a razón de una o dos producciones por año. Ha mantenido su interés por este medio en años recientes, y sigue actuando regularmente en televisión. También ha actuado en algunas ocasiones en el teatro, sobre todo en producciones montadas en teatros de Los Ángeles, como en el Pasadena Playhouse.

## Vida personal
Se casó en dos ocasiones. Su primer matrimonio duró solo dos años y acabó en divorcio. El segundo fue con Patrick O'Neal, hijo del actor Ryan O'Neal, con el que tiene dos hijos: Sofía, nacida el 16 de noviembre de 1997, y Verónica, nacida el 31 de marzo de 2001. Se divorció en 2002. También vivió una relación sentimental con el cantante Leonard Cohen.

## Filmografía
- Peter Five Eight (2022)
- She Ball (2020)
- Lucifer (2016)[6]
- Yo soy la venganza (2016)
- Collar (2015)
- Jessica Jones (2015)
- Apartamento 1303 (2012)
- American Reunion (2012)
- Sangriento Día de las Madres (2010)
- Flipped (2010)
- American Venus (2007)
- Music Within (2007)
- Los amos de Dogtown (2005)
- Raise Your Voice (2004)
- Identidad (2003)
- Salem Witch Trials (TV) (2002)
- The Right Temptation (2000)
- Range of Motion (TV) (2000)
- A Table for One (1999)
- ER (serie de televisión) (TV) (1999)
- Thick as Thieves (1998)
- Stephen King's The Shining (TV) (1997)
- The Winner (1996)
- Nunca hables con extraños (1995) con Antonio Banderas.
- Blind Side (TV) (1993)
- Los tres mosqueteros (1993)
- El abogado del diablo (Guilty as Sin) (1993)
- La mano que mece la cuna (1992)
- Backdraft (1991)
- By Dawn's Early Light (1990)
- Dealers (1989)
- Feds (1988)
- And God Created Woman (1988) Adaptación de la película de Brigitte Bardot, dirigida igualmente por Roger Vadim.
- Cannon Movie Tales: Beauty and the Beast (1987)
- The Trip to Bountiful (1985)
- Runaway Train (1985)
- The Slugger's Wife (1985)
- Testament (1983)
- Risky Business (1983)
- One from the Heart (1982)